# کارگردان انیمیشن

پویانمایی

کارگردان انیمیشن یا کارگردان پویانمایی (به انگلیسی: Animation director) مدیر مسئول تمام جنبه‌های تولید یک مجموعه یا فیلم پویانمایی یا فیلم لایو اکشن است.

## مسئولیت‌ها
کارگردان انیمیشن وظیفه کارگردانی استوری‌برد، طراحی شخصیت‌ها، انیمیشن پس زمینه و سایر جنبه‌های انیمیشن را برعهده دارد. برخی از تولیدات فیلم پویانمایی ممکن است وظایف کارگردان انیمیشن و کارگردان را تقسیم کند به این صورت که کارگردان انیمیشن بر ایجاد انیمیشن تمرکز کند و کارگردان بر تمام جنبه‌های دیگر فیلم نظارت داشته باشد. یک ناظر متحرک سازی (supervising animator) معمولاً عهده‌دار کلیه جنبه‌های طراحی و کارهای هنری یک شخصیت اصلی است. ناظر متحرک سازی بر گروهی از انیماتورها نظارت می‌کند که تمام صحنه‌هایی که یک شخصیت خاص در آنها ظاهر می‌شود را کامل می‌کنند.
مسئولیت‌های روزمره یک کارگردان انیمیشن ممکن است شامل بررسی و به روزرسانی فهرست‌ها برای هر صحنه باشد.